# إيما (مغنية)
إيما (بالإنجليزية: Emma)‏ هي مغنية بريطانية، ولدت في 2 أغسطس 1974 في بريدجند ‏ في المملكة المتحدة.

## وصلات خارجية
- إيما على موقع IMDb (الإنجليزية)
- إيما على موقع ميوزك برينز (الإنجليزية)
- إيما على موقع ديسكوغز (الإنجليزية)